# Бенькович, Константин Дмитриевич
Константи́н Дми́триевич Бенько́вич (род. 28 января 1981, Волхов, Ленинградская область) — современный российский и израильский  скульптор, художник по металлу, художник стрит-арта, график, дизайнер,куратор.
При создании произведений преимущественно применяет сварку металла и кузнечные технологии, в качестве скульптурного материала использует, как правило, арматурные прутки и стальные трубы. Работам свойственны графичность, двухмерность, достигаемые отказом от объёма. В произведениях Беньковича доминирует тема выявления несвободы, насилия, коллективных психотравм через десакрализацию общеизвестных символов поп-культуры с помощью их структурирования и редуцирования — переводом на «язык решётки».
Получил известность благодаря интервенциям в городское пространство с работами на острополитические темы. В то же время, имеет в активе ряд музейных и галерейных выставок, среди которых несколько персональных.
Константин Бенькович включён в «Российский инвестиционный художественный рейтинг 49ART», входит в список «Лучшие современные художники России» (ARTEEX).
Произведения Константина Беньковича находятся в собраниях Государственного Русского музея, Музея современного искусства «Эрарта», Музея стрит-арта.

## Биография
Константин Бенькович родился в 1981 году в городе Волхове Ленинградской области, в семье педагогов Дмитрия Львовича и Татьяны Марковны Беньковичей. С раннего детства увлекался лепкой и рисованием, с 10 лет посещал художественную школу. Поступил на факультет монументально-декоративного искусства Санкт-Петербургской художественно-промышленной академии имени А. Л. Штиглица и окончил его с отличием в 2007 году по специальности «Художественная обработка металла».

…Это одно из самых консервативных направлений в академии, но я тогда этого не знал. Выбор делал… доверяя своей интуиции, просто увидел работы студентов и выпускников и понял, что металл — это моё… Каждый год мы делали что-то новое, пробовали себя в ювелирном искусстве, ковке, гальванопластике, проектировании и реставрации.
— Константин Бенькович
Окончив академию, Константин вместе с двумя сокурсниками основал мастерскую «Креативная ковка». Мастерская специализировалась на проектировании и изготовлении архитектурного металла, реставрации. Опыт владения материалом, полученный в мастерской, был в дальнейшем использован в Беньковичем в творчестве. В своих работах ему удалось объединить концептуальное и декоративное искусство. Выйти на новый художественный уровень Беньковичу помогло самообразование с погружением в теорию и историю западного искусства. Если раньше он приобщался к современному искусству, посещая музеи и галереи во время путешествий, то теперь стал слушать лекции и смотреть фильмы о художниках в интернете. Изучая западное послевоенное искусство, прослеживая путь таких мировых величин как Джефф Кунс, Энтони Гормли и Дэмиен Херст, Константин нашёл для себя ориентиры. Ими стали китайский художник Ай Вэйвэй, тоже начинавший как «прикладник» — с анимации и дизайна, и американец Дэн Колен, с его расписанными скульптурами и живописью в духе граффити. В какой-то момент Константину показалось, что металл — это ложный путь, и он решил уйти в графику.

### Флаги и образы поп-культуры
Под впечатлением от серии классических работ с флагами американского поп-арт-художника Джаспера Джонса, Константин решил обратиться к этой теме и тоже начал рисовать флаги. Вскоре, чтобы уйти от повторения предшественников, он решил вернуться к излюбленному материалу — металлу, но уже через графику. Беньковичу удалось найти узнаваемый авторский почерк в соединении графики и металла, за счёт отказа от объёма, переноса металла в плоскость. В 2014 году Россия проходила пик острого кризиса в отношениях с Украиной, и первой работой Беньковича в новом ключе стал флаг, сваренный из прутьев арматуры и раскрашенный в цвета российского триколора. Выбор арматуры в качестве основного материала стал ещё одной находкой, закрепившейся в творчестве художника.

Я выбрал для себя арматуру как главный материал по нескольким причинам. Во-первых, это самый простой и доступный материал. С ним достаточно легко работать, а я поставил себе ограничение — не более двух дней на работу. Но прежде всего это символ — важный и понятный в России каждому. Сам материал и технология несут определённый смысл, это наш культурный код — тюремная решётка, арматура как подручное оружие из бандитских 1990-х. Простой материал, который используется в том виде, в котором я его нашёл, — если арматура ржавая, она такой и остаётся.
— Константин Бенькович
Проект «Флаг» стал для Беньковича не только художественным, но и политическим высказыванием его либеральных взглядов. Найдя идею работы с флагами удачной, к началу 2016 года Константин аналогичным образом «прошёлся» по всем символам российского государства: звёздам, орлам, гербам и прочим атрибутам власти. Первые полгода Константин складывал работы под стол в своей мастерской, никому их не показывая.
В это же время Бенькович с помощью найденной им техники «проработал» некоторые важнейшие образы поп-культуры. Так появились «зарешечённые» Джоконда, Микки Маус, Чебурашка и другие. Все они представлены в виде силуэтов, из-за чего некоторые важнейшие их признаки оказываются редуцированы. У Моны Лизы отсутствует пресловутая «загадочная» улыбка, Чебурашке оставлены большие уши при утраченных выразительных глазах, Микки Маус вообще представлен одной лишь головой анфас, но тоже легко узнаваем. Художник не обошёл вниманием и образы сакральные: Библия, череп Адама, Скрижали Завета, Звезда Давида. Многие из этих образов прочно закрепились в творческом репертуаре Беньковича. В частности, арматурного Чебурашку позднее стали называть «визитной карточкой» художника.
Особняком в ряду переработанных Беньковичем образов стоит собачка Джеффа Кунса: произведение, с одной стороны, тоже широко растиражированное, но с другой — уже изначально представляющее современное искусство в направлении поп-арт. И здесь молодой художник как бы вступает в диалог с мэтром, открывает игру на его поле.

Оказалось, можно редуцировать это предельно лаконичное произведение: свести его к силуэтной структуре-решётке… Кунс играл с обывателем, формируя изображение собачки из горшочков с цветами, как бы удваивая эффект умильности. Бенькович играл с Кунсом: опрощал его вещь донельзя, убирал эффект гламурности, тыкал зрителя носом в ржавую арматуру, а не в цветочки. Кунс обнаруживал, однако, солдатскую стойкость: железную несгибаемую композиционность, готовность к игре в заменяемость (он сам заменял телесность цветочками, соответственно, не боялся, что его материал заменят каким-нибудь другим).
— Александр Боровский
Что же касается темы «флага-решётки», то Бенькович возвращался к ней ещё не раз.

### Уличное искусство

#### Пак-мэн
В феврале 2016 года состоялся выход Константина Беньковича на улицу с его первой стрит-арт-работой, причём изначально объект был сделан, как предыдущие, «под стол». Но рассказанная ему другом конкретная жизненная история спровоцировала Константина откликнуться на очередное резкое падение курса рубля, ипотечный кризис и протесты валютных заёмщиков. Специально приобретя аккумуляторный перфоратор, подготовив стремянку и надев костюм рабочего, Константин пришёл к отделению Сбербанка, расположенному практически в центре Санкт-Петербурга, на Гатчинской улице. На фасаде здания он закрепил плоскую «зарешечённую» фигурку Pac-Man’а, персонажа одноимённой аркадной видеоигры, обыграв его сходство с находившимся там же банковским логотипом. Железный Пак-мэн Беньковича «пожирал» символ рубля. Несмотря на однозначность высказывания, инсталляция продержалась 8 месяцев, причём настоящий логотип Сбербанка в какой-то момент убрали, хотя отделение продолжало работу.

Логотип Сбербанка «оживает» и становится уже не героем игры, а чудовищной машиной по поглощению рублей… Моя консоль висит, а рекламу Сбербанка демонтировали… Хотя должно было быть наоборот. Что бы это значило… Победа?
— Константин Бенькович
Именно уличные инсталляции в дальнейшем принесли Константину Беньковичу широкую известность.

#### Крик
Наибольший резонанс из работ Беньковича произвела скульптура «Крик», отсылающая к одноимённой картине Эдварда Мунка. Предварительно Константин посетил Музей Мунка в Осло и принял решение воспользоваться проверенной схемой: взяв широко известного персонажа массовой культуры, изменить контекст, добавив «фирменную» решётку и выбрав символичное место размещения скульптуры. 28 ноября 2018 года художник установил белое кричащее лицо, искажённое гримасой боли и ужаса, на Большом Москворецком мосту в Москве, возле места убийства оппозиционного политика Бориса Немцова.

Красная площадь — это место диалога художника и власти, есть много художников, которые делали свои акции на этом месте и были услышаны, а я считаю, что это важно для артиста… Мне кажется, что работа Мунка о боли и скорби очень удачно сюда вписалась.
— Константин Бенькович
Бенькович провёл на Большом Москворецком мосту около часа и, по его словам, наблюдал только положительную реакцию горожан на свою работу. За это время он успел дать комментарии журналистам крупных изданий, заявив, что готов демонстрировать свои работы в любом месте, не боясь ответственности. В тот же день Михаил Кирцер, активист мемориала Бориса Немцова, постоянно действующего на месте гибели политика, снял инсталляцию Беньковича, чтобы «сохранить работу для истории».

#### Боинг MH17
17 июля 2019 года Бенькович разместил на Донецкой улице в Москве инсталляцию «Boeing MH17», посвятив её пятой годовщине гибели пассажирского самолёта Boeing 777 в Донецкой области. Инсталляция представляла собой белый сварной силуэт летящего самолёта, закреплённый на углублённом в землю жёлтом металлическом пруте, изогнутом по параболе: выстрел ракеты из ЗРК «Бук», который, согласно итогам расследования Объединённой следственной группы (JIT), и стал причиной катастрофы.

Донецкая улица в Москве олицетворяет близость происходящего, а мой самолёт — клетку, из которой нет выхода. Пять лет дезинформации и лжи. Почему не наказаны виновные?
— Константин Бенькович

#### No comments
В 2019 году художник «поздравил» петербуржцев с Днём Государственного флага, установив на одном из домов по Миллионной улице «развевающийся» вариант российского триколора. На вопросы журналистов Константин дал лаконичный ответ «No comments», что и стало неофициальным названием самой акции. В дальнейшем Бенькович всё же дал развёрнутый комментарий, пояснив, что выбор места для размещения арт-объекта, возле «революционной» Дворцовой площади, был не случаен, и что эта акция — его ответ на «Московское дело».

Это работа о несбывшейся мечте. В 1991-м году у всех была надежда жить в стране победившей демократии. С набором либеральных ценностей, свободой слова, сменяемостью власти, честным судом и равенством всех перед законом. Флаг был важнейшим символом перемен. Через двадцать восемь лет надежды, к сожалению, не оправдались.
— Константин Бенькович

#### Тридцать сребреников/Дерево Иуды
В 2020 году в России были приняты поправки к конституции страны, позволившие президенту Владимиру Путину оставаться у власти до 2036 года. 16 марта 2020 года Конституционный суд подтвердил соответствие поправок Конституции, а 3 июля 2020 года Путин подписал указ «Об официальном опубликовании Конституции Российской Федерации с внесёнными в неё поправками».
В этот день Константин Бенькович разместил ещё одну инсталляцию в городской среде Санкт-Петербурга, на этот раз у здания Конституционного суда на Сенатской площади. Автор определил её как «диптих» под названием «Тридцать сребреников» и «Дерево Иуды». На тротуаре перед входом в здание художник разбросал 30 железных кругляшей («монет»), а на соседнем дереве закрепил символическую виселичную петлю, сваренную из стальной арматуры.

Имя Иуды стало синонимом предательства, так называют продажных людей и лицемеров. Устойчивый фразеологизм «тридцать сребреников» используется в значении цены предательства. Сегодня мы стали свидетелями обмана библейского масштаба. Невыносимые муки совести Иуды должны послужить уроком всем сребролюбцам, торгующим нашим будущим.
— Константин Бенькович

#### Божественное вмешательство
Летом пандемийного 2020 года Константин Бенькович установил в железнодорожном коллекторе, в городе Братске, работу «Десница», символизирующую, по словам автора, кару, обрушившуюся на человечество за его грехи.

Коллектор выглядит как портал в пропасть. Я придумал над ним облако из арматуры в стиле средневековых гравюр. Облако похоже на десницу в желтых резиновых перчатках. Так коллектор превратился в «Чёрный круг» Малевича, над которым — рука как карающая десница.
— Константин Бенькович
Эта работа стала первой в серии «Божественное вмешательство».

#### День России
12 июня 2021 года, в День России, в Нижнем Новгороде, на стене дома по адресу по адресу Агрономическая, 134, где с 1991 по 1997 год проживал Борис Немцов (бывший в то время нижегородским губернатором), появилась очередная стрит-арт работа Константина Беньковича — часы, идущие назад. Этот проект был создан для фестиваля уличного искусства «Место». Художник прокомментировал свою акцию, повторив тезис о «неоправдавшихся надеждах»:

Нижний Новгород — место, навсегда связанное с Андреем Сахаровым, Борисом Немцовым и Ириной Славиной… Механизм часов, подобно России сегодня, движется назад, а не вперёд.

#### Отклик на российско-украинскую войну
Серия «Божественное вмешательство» получила продолжение летом 2022 года, когда в саду Наполеона в лондонском Холланд-парке появилась четырёхметровая скульптура, изображающая правую руку, низвергающую из облаков на землю то ли молнии, то ли кровавый поток. Работа «Десница Бога» недвусмысленно отсылает к продолжающейся российско-украинской войне. Инсталляция была отобрана экспертным комитетом для ежегодного конкурса Kensington + Chelsea Art Week (KCAW).
В августе того же года Константин Бенькович принял участие в эдинбургском фестивале Fringe. Художник представил скульптуру чемодана, сваренную из прутьев жёлтого цвета. Темой данной работы стало бедственное положение беженцев. По словам Константина, на создание этой скульптуры его вдохновило общение с украинскими беженцами, у которых от прежней жизни подчас остались лишь чемоданы. Работа «Чемодан» выставлялась в Assembly Gardens на Джордж-стрит в Эдинбурге.

### Галерейное творчество
Дебют Константина Беньковича как уличного художника в Петербурге с инсталляцией Пак-мэн состоялся за три месяца до открытия его первой персональной выставки — в Черногории, в Dukley European Art Community у Марата Гельмана. Бенькович написал Гельману в Facebook, и тот заинтересовался его творчеством. Особенно известного галериста впечатлила работа «Двуглавый орёл» — герб России из арматуры. Гельман пригласил Беньковича в свою черногорскую арт-резиденцию. Там Константин сделал серию разных орлов, ставших основой для его первой выставки, «Uniform», прошедшей в мае-июне 2016 года. В том же году Константин начал сотрудничать с Cova Art Gallery в нидерландском Эйндховене.
Затем Бенькович со своей работой «Личное Дело», вместе с Pussy Riot и рядом других известных российских художников принял участие в групповой выставке «Art Riot. Russian Post-Soviet Actionism» (2017—2018), также организованной Гельманом, на этот раз в Лондоне, в Галерее Саатчи.
Последовало сотрудничество и с другими кураторами: Андреем Бартеневым (выставка «Цирк, цирк, цирк» в московской Галерее ART4, 2018) и Марианной Максимовской (MEMories или МЕМуары, в выставочном центре «Новый Манеж», 2018)
В том же 2018 году состоялась первая персональная выставка Константина Беньковича на родной земле: «Pop over» в музей современного искусства «Эрарта» (Санкт-Петербург). Само название выставки, придуманное Беньковичем, объявляет о закрытии эпохи гламура и поп-культуры:

Арматура вместо карандаша. Поп-культурные символы за решёткой… Решётки Беньковича выступают своеобразными ловушками восприятия, в которых образ лишается раздражающих пёстрых одежд. Загадочная метафора становится здесь сущностью, к познанию которой можно прикоснуться не с помощью эмоций, но чем-то иным, что заставляет редкого счастливца любоваться красотой алгебраического уравнения. В творчестве Беньковича силён диктат рассудочного и слышна протестная риторика. Зрителю он предлагает довольно очевидные ассоциации: решётка — несвобода, Чебурашка — Микки Маус, Россия — США… Популярные символы предстают перед зрителем словно выгоревшими, обнажившими свой каркас… Время власти образов прошло, образ больше не вправе манипулировать сознанием, навязывая продукт, идеологию или эмоцию.
— из анонса выставки «Pop over»
В 2019 году состоялись сразу две персональные выставки Беньковича. Центральным объектом выставки «Религия» в галерее «MIZK» пространства Cube.Moscow стала инсталляция, посвящённая терактам 11 сентября. Основные её компоненты были изготовлены в разное время и для разных проектов, но удачно «сложились» в единое целое. Например, российский двуглавый орёл был сделан для черногорской выставки, металлическая бабочка тоже была частью ещё нереализованного к тому моменту проекта. Центральной работой выставки стало изображение самолётов, врезающихся в башни Всемирного торгового центра. К этому событию Бенькович провёл библейскую параллель — с легендой о Вавилонской башне. Для объединения всех элементов художник сделал три новые работы: металлические книги — Библию, Коран и Тору. В собранном виде композиция напоминала алтарь.
Следующая персональная выставка Беньковича, «20:19», прошла также Москве, в галерее «Триумф» на Ильинке, в конце 2019 года. Были показаны работы художника, созданные им за этот год. Комментаторы отмечали соединение образов («звезда-двуглавый орёл») и появление в работах Беньковича яркой окраски, создающей «празднично-протестное» настроение.

Брутальные и лаконичные работы скульптора наполнены иронией, переходящей в критику и обратно. Используя в качестве основного материала арматуру, скульптор создаёт предельно конкретные образы-символы или эмблемы, сопоставляет их между собой и предлагает зрителю заново взглянуть на привычные вещи.
— из анонса выставки «20:19»
На 2021 год галерея «Триумф» является единственной представляющей Беньковича в России.

### В Израиле
Осенью 2020 года Константин Бенькович получил гражданство Израиля и привёз в Тель-Авив ещё одну инсталляцию: железные флаги Израиля и Палестины, в виде военных шевронов цвета хаки. Художник разместил их на фасаде городского Центра современного искусства, пояснив, что это символ противостояния евреев и арабов. Эта акция стала для Беньковича первой за пределами России. Свою задачу, как художника и пацифиста, Константин видел в проведении теста на терпимость в израильском обществе и отдельно — в среде своих коллег.
В декабре 2020 года Константин Бенькович знакомится и начинает сотрудничать с израильским арт-дилером и арт-менеджером Евгением Колосовым. Результатом сотрудничества стало подписание Константином контракта с тель-авивской галереей Corridor Contemporary.

## Характеристика творчества
Константина Беньковича относят к художникам-миллениалам, принадлежащим к поколению Y. Представители этого поколения успешно адаптировались к цифровизации, но, с одной стороны, не испытывают в её отношении восторга, а с другой — не воспринимают современный цифровой мир как само собой разумеющееся, несут в себе память и опыт доцифровой эпохи. Двойственное отношение к цифровизации порождает рефлексию и критику новой реальности. Показательна работа Беньковича под названием Facebook — сваренная из прутков буква «f» со снесённой «головой», из-под которой волнообразно вырываются языки пламени. Художник констатирует, что социальные сети навязывают человеку иллюзию свободы, исподволь устанавливая контроль над его разумом. Дальнейшее движение художника в этом направлении должно привести его к диалогу с наступившей и господствующей цифровой и компьютерной визуальностью.
Как истинный миллениал, Бенькович высоко ценит реальный материал, предлагающий ощущения, недостижимые средствами анимации: тактильность, чувственность, объёмность. Такой особый, трепетный подход к материальному, вещественному характерен для целой плеяды петербургских художников, заявивших о себе в 2010-е. Бенькович выводит рисунок в трёхмерное пространство, — и также поступает скульптор Антонина Фатхуллина, а Иван Тузов овеществляет пиксели, переводя их в традиционную стеклянную мозаику. Своими работами все эти художники переосмысляют процесс создания рисунка и сам язык графики. Татьяна Ахметгалиева, например, использует различные техники вышивания, и яркие шерстяные нити — совсем как прутки и решётки Беньковича — заменяют ей штрихи и линии.
Перевод яркого, хорошо знакомого зрителю и подчас спорного образа на язык решётки — ключевой метод Беньковича. Куратор Лизавета Матвеева, ссылаясь на крупнейшего американского искусствоведа Розалинду Краусс, напоминает, что решётка является и главным постмодернистским сюжетом визуального искусства. Однако в русской культуре решётка дополнительно несёт мощные ассоциации с тюрьмой, заключением, агрессией, злостью, бессилием — именно эти ассоциации становятся главным инструментарием в творчестве Беньковича. Искусствовед Александр Боровский называет это обращением к «материальной сокровенности». Как правило, художник работает со сложными образами, вызывающими неприятные ассоциации, с коллективной травмой. К таким работам помимо «Пак-мэна», «Крика» и других, относится инсталляция «WTC», посвящённая терактам 11 сентября 2001 года.

Работы Беньковича, посвящённые трагедии 11 сентября, редуцированы до предела. Однако это именно современные городские эйдосы — железо самолётов крушит железо конструкций, всё это железно отпечатывается в сознании как новый визуальный архетип.
— Александр Боровский
Среди образов, препарированных Бековичем «методом решётки», много связанных с насилием со стороны государства, а также с ответным насилием: балаклавы, маски, бронежилеты ОМОН, камеры наблюдения, коктейли Молотова и другие. В то же время, как отмечает Матвеева, художнику не чужда ирония, что подтверждается такими работами, как Дональд Дак, жёлтая уточка и Скрижали Завета.
Боровский объясняет успех Беньковича обострённым «чувством медиальности», воспитанном художником в себе — поскольку научиться где-либо этому чувству невозможно. В понятие «медиальности» Боровский включает осмысленное эстетическое отношение к технике и материалу, диалектическую установку на «узнаваемость-неожиданность», сочетание визуального и невизуального, учёт возможных дополнительных (например, мемориальных) факторов, исполнение с расчётом на массмедийную потребляемость (т.н. «ньюс-мейкерство»). Всё это, по мнению Боровского, присуще Беньковичу, как художнику.

Он нашёл свой материал и технику: толстую металлическую арматуру (пруток) и сварку. Нашёл он и свой модуль — отношение высоты и ширины квадрата-матрицы к толщине прута. Постепенно появилась окраска. Разнообразилась и конструктивная сторона: отход от принципа решётки, композиционные паузы-цезуры и т. д... Словом, художник научился нанизывать на каркас идеи несколько слоёв медиального. 
— Александр Боровский
Видит Боровский в творчестве Беньковича и развитие. Оно проявляется в регулярных выходах за эйдосы, связанные с репрессивной формой решётки. К таким работам художника относятся «Врата», «Баллон», «Душ», «Лампа». Работу Беньковича «Душ» (конус металлических «струй», направленных из душевой лейки) Боровский сравнивает с одноимённым рисунком Ильи Кабакова. В этих работах, по мнению критика, физическое оппонирует метафизическому, и наоборот. Всё это даёт Боровскому основания надеяться на скорый выход Беньковича на новый уровень медиальности и, соответственно, содержательности.

## Признание
- В 2021 и 2022 годах Константин Бенькович входил в «Российский инвестиционный художественный рейтинг 49ART»[2][48].
- Константин Бенькович входит в список «Лучшие современные художники России» (ARTEEX)[2].

## Проекты

### Уличные инсталляции
- Пермь, ул. Белинского, 2019 — жёлтый утёнок[1]
- Петергоф, Государственный музей заповедник «Петергоф» (Дворцовая площадь, Правленская улица), 2019
- Будва, Черногория (Dukley gardens), 2017
- Санкт-Петербург, Русский музей (Мраморный дворец), 2016

### Персональные выставки
- 2019 — 
«20:19», галерея «Триумф», Москва, Россия[49]
«Религия», галерея «MIZK», Москва, Россия[11]
- 2018 — «Pop over», музей современного искусства «Эрарта», Санкт-Петербург[35]
- 2016 — «Uniform», Dukley European Art Community (DAEC), куратор Марат Гельман, г. Котор, Черногория

### Групповые выставки
- 2019 — «Золото», куратор Ольга Красуцкая, Винзавод, Цех Красного, Москва
- 2018—2019 — «Сказочная страна Стритартия», Музей уличного искусства (SAM), Санкт-Петербург
- 2018 —
«Memories», куратор Марианна Максимовская, «Новый Манеж» совместно с галереей «Триумф»[34]
«Цирк, цирк, цирк», куратор Андрей Бартенев, Галерея ART4, Москва, Россия
- 2017—2018 — выставка Марата Гельмана «Russian Post-Soviet Actionism», Галерея Саатчи, Лондон, Великобритания
- 2012 —
Всероссийский фестиваль современного искусства «Культурный альянс», Пермь
«Социальные сети», музей современного искусства «Эрарта», Санкт-Петербург
«ПереJEWание» в Центре Искусств «Невский, 8», Санкт-Петербург
«Дефолт», центр искусств имени В. Маяковского, Невский 20, Санкт-Петербург
- 2011 — «Стабильность», музей современного искусства «Эрарта», Санкт-Петербург

### Кураторские проекты
- 2018—2020 — «Последний ужин», галерея Sense, арт-центр Cube.Moscow, Москва

## Комментарии
1. ↑  Необходимое пояснение: «игра» Беньковича с Кунсом несколько сложнее, чем может показаться из цитаты Боровского. Бенькович переработал, вероятно, самую известную скульптуру Кунса «Собачка из шариков» (англ. Baloon Dog, 1993), из серии Celebration, в то время как «собачка из горшочков с цветами» — это другая скульптура Кунса, «Щенок» (англ. Puppy, 1992), сделанная для выставки в Германии.

### Видео
- Nu A/ Ню А. Обнажая галерейное и уличное искусство / MediaMetrics
- Искусствовед Соня Шапкина / художник Константин Бенькович